# Absurd (Film)
Absurd (Originaltitel: Rosso sangue) ist ein Horrorfilm aus dem Jahr 1981 von Joe D’Amato.

## Handlung
Ein Mann entkommt aus einem streng geheimen Forschungslabor, in welchem biologische Experimente an Menschen durchgeführt werden. Er hat den Zwang, andere Menschen brutal zu töten. Durch die im Versuchslaboratorium an ihm vorgenommenen Modifikationen kann er sich aus eigener Kraft regenerieren, wenn er verletzt wird. Auf der Flucht wird er verwundet und in ein amerikanisches Provinzkrankenhaus eingeliefert, aus dem er jedoch nach vollzogener Selbstheilung wieder entflieht. Nun geht er in der umliegenden Kleinstadt wieder seiner Mordlust nach. Sowohl die Wissenschaftler, die an ihm experimentierten, als auch die Polizei nehmen seine Verfolgung auf. Letztendlich gelangt er in das Haus der Familie Bennett, wo er die Haushälterin und die Babysitterin der gelähmten Tochter umbringt. Bevor der Mörder aber auch noch das Mädchen töten kann, schafft dieses es trotz ihrer Lähmung aufzustehen, ihm mit einem Zirkel die Augen auszustechen und danach zu enthaupten.

## Kritik
„Ein brutaler Thriller, der Spannung mit bedenkenlos aneinandergereihten Sadismen und blutigen Exzessen verwechselt.“

## Produktion
Die Dreharbeiten für den Film begannen im Mai 1981. Gedreht wurde in Fiano Romano.
Der Film wurde international als Fortsetzung zu Antropophagus vermarktet. Obwohl ursprünglich von Joe D’Amato (Aristide Massaccesi) so geplant, haben beide Filme weder inhaltlich noch formell Gemeinsamkeiten.
Das überarbeitete Drehbuch schrieb Hauptdarsteller Luigi Montefiori unter Pseudonym (George Eastman) unentgeltlich mit der Auflage die Hauptrolle zu spielen, da er das ursprüngliche Drehbuch, das in der Handlung mehr an den Originalfilm angelehnt war, abgelehnt hatte.
Grund hierfür war einzig und allein die Tatsache, dass er den Originalfilm Antropophagus nicht mochte, da er „den Film und auch seine darstellerische Leistung nicht überzeugend fand.“
Deutschsprachige Alternativtitel sind auch Ausgeburt der Hölle oder Antropophagus 2.

## Fassungen

### VHS
In den frühen 1980er Jahren werteten mehrere Kleinstlabels den Film Absurd fürs Verleihgeschäft aus. Die erste Auflage erschien bei dem Anbieter Heeres Video; es folgte eine weitere Veröffentlichung des Labels C&T Video, welche zu einem späteren Zeitpunkt von Power Video (eine Art Nachfolgelabel von C&T) neu aufgelegt wurde. All diese Fassungen waren um ein paar Dialogszenen gekürzt; enthielten jedoch alle Gewaltszenen. Im Oktober 1987 wurden die Fassungen von C&T Video und Power Video bundesweit beschlagnahmt; es folgte im Juni 1989 die Fassung von Heeres Video. Videosammler schätzen, dass heutzutage nicht mehr viele dieser alten Kassetten existieren. Ein Großteil der ohnehin schon sehr kleinen Auflage wurde im Rahmen der Beschlagnahmen eingezogen und vernichtet; viele der übrigen Exemplare dürften aus Altersgründen nicht mehr abspielbar sein. In den 1990er Jahren gab es einige unlizenzierte Neuauflagen der Filme, z. B. von den Labels Divisori und JPV Austria. 1999 veröffentlichte das Label Astro Records & Filmworks eine lizenzierte Neuauflage, die ebenfalls um einige Dialogszenen (insgesamt 8 Minuten) geschnitten war. Eine ungeschnittene Neuauflage erschien 2001 vom Braunschweiger Programmanbieter X-Rated Kultvideo.

### DVD
Das Label Laser Paradise veröffentlichte den Film kurz nach der Jahrtausendwende im Rahmen ihrer Blood Edition ungeschnitten auf DVD. Aufgrund der rechtlichen Vorgeschichte des Filmes verzichtete Laser Paradise darauf, auf dem Cover den Namen des Labels zu vermerken. Auf der Rückseite ist lediglich das Logo von Astro Records & Filmwork zu sehen, die als Lizenzgeber fungierten. Aufgrund eines Fehlers des damaligen Presswerkes ist ein Großteil der Auflage unbrauchbar geworden (ca. zwei Jahre nach der Veröffentlichung trat Kleber an den Seiten der DVD aus). Die heute noch im Handel befindlichen Exemplare dürften diesen Fehler nicht mehr aufweisen.
Von Astro Records & Filmwork existiert ebenfalls eine ungeschnittene Fassung. Der Film wurde unter dem Titel Antropophagus II – Das Biest kehrt zurück veröffentlicht.
Auch der Anbieter Best Entertainment veröffentlichte den Film zu einem späteren Zeitpunkt unter dem Titel Antropophagus II. Es existiert eine Special-Uncut-Version, die die gleiche Schnittfassung wie anderen DVD-Auflagen enthält und eine sehr stark geschnittene FSK-16-Fassung, die für den Vertrieb in Kaufhäusern produziert wurde. Die Special-Uncut-Version enthält, wie auch schon die DVD von Laser Paradise keinerlei Angabe zum Hersteller. Lediglich das Logo des Lizenzgebers Astro Records & Filmwork wurde auf das Cover gedruckt.